# Vámosgyörk
Vámosgyörk község az Észak-Magyarországi régióban, Heves vármegye Gyöngyösi járásában.

## Fekvése
Heves és Jász-Nagykun-Szolnok vármegye határán fekszik. Az Alföldön, a Gyöngyösi-síkon található, a Rédei-Nagy-patak és a Gyöngyös-patak mellett. Budapesttől kb. 90 km-re fekszik. Szomszédos települései: dél-délkelet felől Jászárokszállás (kb. 7 km), kelet felől Adács (kb. 5 km), északnyugat felől Atkár (kb. 5 km).

## Megközelítése
- Vámosgyörk vasútállomás vasúti csomópont. Vonattal a MÁV 80-as számú Budapest–Hatvan–Miskolc–Sátoraljaújhely, a 85-ös számú Vámosgyörk–Gyöngyös és a 86-os számú Vámosgyörk–Újszász–Szolnok-vasútvonalain érhető el.

MÁV-menetrend
- Közúton Gyöngyöstől 14 km-re délre fekszik a 3203-as és a 32 103-as utak találkozásánál.

A közúti tömegközlekedést a Volánbusz végzi.

## Története
A település környéke a régészeti leletek tanúsága szerint az őskor óta lakott.
A honfoglalás után fejedelmi birtok volt, majd az Aba nemzetség szállásterületéhez tartozott. A községet 1273-ban Jurk alakban említette először oklevél. Ekkor IV. (Kun) László az Aba nemzetségbeli Kompolt fiának, Péter étekhordómesternek adományozta.
A község Geurk alakban szerepel az 1332-1337-es pápai tizedjegyzékben, majd 1394-ben és 1396-ban Gurk, Geurk néven szerepelt azon levelekben.
1325-ben Péter három fia megosztozott a birtokon; Vámosgyörköt Kompolt, a Nánai Kompolthi család őse nyerte.
1446-ban Wamos Gyewrk néven írták, tehát ekkor vámszedőhely is volt.
1468-ban Kompolthi Miklós birtoka volt, de Kompolthi János leányának fiai: Szén György és Péter is részt követeltek belőle.
1489-ben Kompolthi István leányának, Erzsébetnek fiai: az alsólendvai Bánffy családból valók Lendvai Bánffy Miklós és Jakab fiai és Országh Mihály négy fia között kötött kölcsönös örökösödési szerződés értelmében a Kompolthi család kihaltával Országh Mihály fiaira szállott.
1522-ben az Országh család lett a birtokosa.
Az 1549-es összeíráskor 2, 1564-ben 11 portája volt.
A török hódoltság idején Vámosgyörk a hatvani szandzsákba tartozott.
1669-től, a folyamatos hadjáratok miatt a település lakatlanná vált, és csak a Rákóczi-szabadságharc után települt újra.
A 18. század. közepén Haller Sámuel birtokába került.
1567-ben Országh Kristóf fiú örökösök nélkül hunyt el, ezért I. Miksa király 1569-ben Török Ferenczné, született Országh Borbálának adományozta.
A 19. század elején gróf Draskovics, gróf Esterházy, báró Orczy, Nagy, Goszthony, Rakovszky, Dobóczky, Malatinszky és Okolicsányi családoknak voltak földesurai.
A község határában még a 19. század elején is őshalmok voltak láthatók.
1910-ben 2207 lakosából 2204 magyar volt. Ebből 2106 római katolikus, 42 református, 41 izraelita volt.
A 20. század elején Heves vármegye Gyöngyösi járásához tartozott.

## Közélete

### Polgármesterei
- 1990–1994: Varga D. István (FKgP-MDF)[3]
- 1994–1998: Toma István (MSZP)[4]
- 1998–2002: Toma István (MSZP-Összefogás HME)[5]
- 2002–2006: Toma István (MSZP)[6]
- 2006–2010: Toma István (független)[7]
- 2010–2014: Gedei Zoltán (független)[8]
- 2014–2019: Gedei Zoltán (független)[9]
- 2019–2024: Gedei Zoltán (független)[10]
- 2024– : Gedei Zoltán (független)[1]

## Népesség
A település népességének változása:
| Lakosok száma | 1963 | 1940 | 1909 | 1908 | 1922 | 1884 | 1867 |
|               | 2013 | 2014 | 2015 | 2021 | 2022 | 2023 | 2024 |

2001-ben a település lakosságának közel 100%-a magyar nemzetiségűnek vallotta magát.
A 2011-es népszámlálás során a lakosok 85%-a magyarnak, 0,6% cigánynak, 0,3% románnak mondta magát (15% nem nyilatkozott; a kettős identitások miatt a végösszeg nagyobb lehet 100%-nál). A vallási megoszlás a következő volt: római katolikus 59,6%, református 4,3%, görögkatolikus 0,3%, felekezeten kívüli 7,6% (26,6% nem nyilatkozott).
2022-ben a lakosság 90,4%-a vallotta magát magyarnak, 1,5% cigánynak, 0,4% németnek, 0,2% ukránnak, 0,1-0,1% görögnek, örménynek, románnak, ruszinnak és szerbnek, 2,3% egyéb, nem hazai nemzetiségűnek (9,6% nem nyilatkozott; a kettős identitások miatt a végösszeg nagyobb lehet 100%-nál). Vallásuk szerint 49,8% volt római katolikus, 3% református, 0,5% görög katolikus, 0,2% izraelita, 0,1% evangélikus, 2% egyéb keresztény, 0,2% egyéb katolikus, 10,5% felekezeten kívüli (33,5% nem válaszolt).

## Híres személyek
- Itt hunyt el 1892-ben Gillemot György Lajos kertész.

## Egyházi közigazgatás

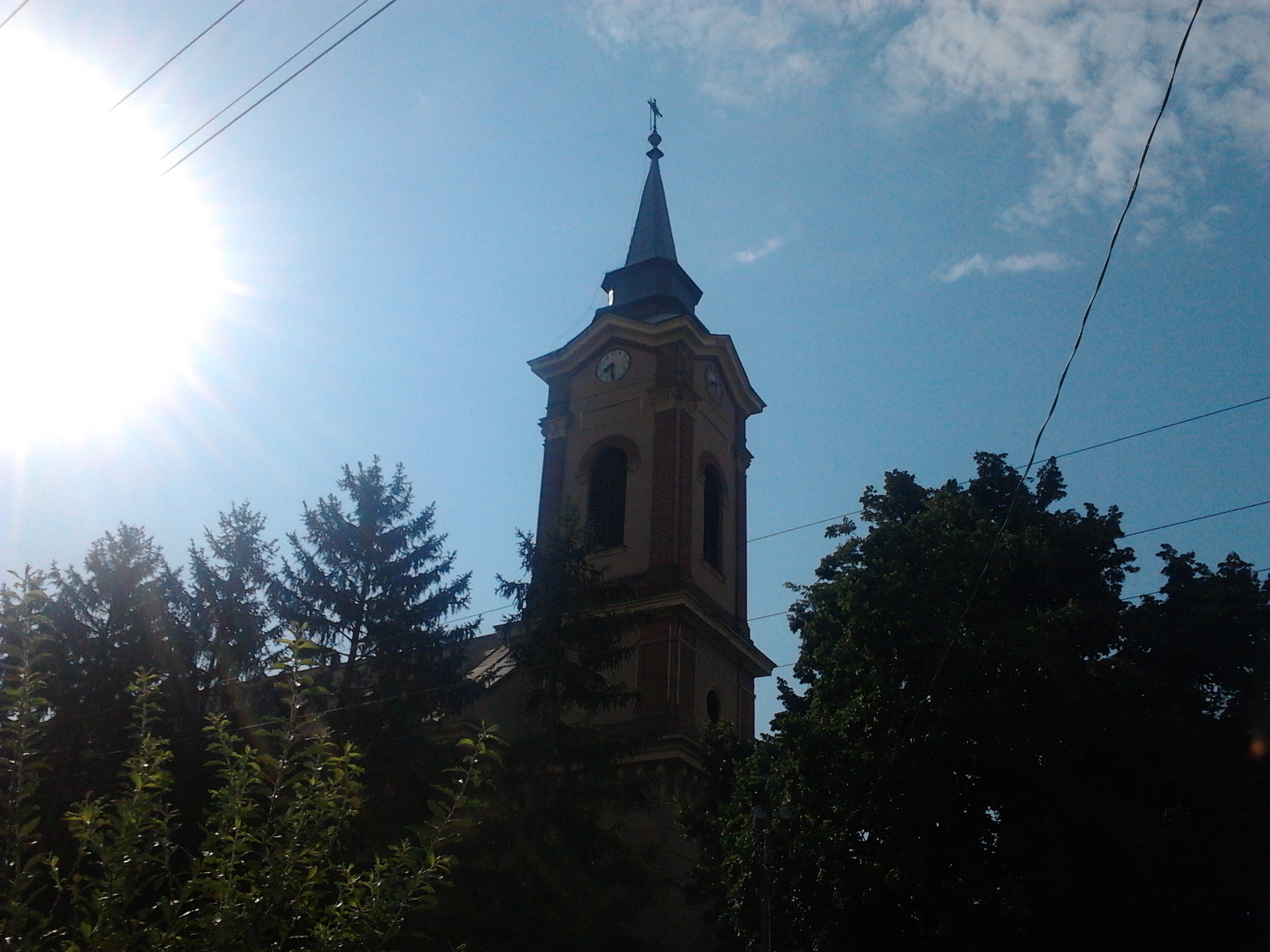
Vámosgyörk temploma

### Római katolikus egyház
Az Egri főegyházmegye (Egri Érsekség) Székesegyházi Főesperességének Patai Felső Esperesi Kerületéhez tartozik, mint önálló plébánia. A plébániatemplom titulusa: Mindenszentek.

### Református egyház
A Dunamelléki Református Egyházkerület (püspökség) Északpesti református egyházmegyéjének (esperességének) Gyöngyösi Anyaegyházközségéhez tartozik, mint szórvány.

## Önkormányzat
- Cím: 3291, Vámosgyörk, Petőfi út 25.
- Tel., fax: 37/361-012
- E-mail: vamosgyork@t-online.hu
- Hivatalos honlap: www.vamosgyork.hu

## Természeti értékek
- A kastélypark területe védett.

## Látnivalók
- Római katolikus (Mindenszentek-) templom: 1896-1897-ben épült.
- Kőkereszt: A 19. század elején készült.
- Nepomuki Szent János-szobor: 1864-ben készült.
- Kopjafa: Az 1848–49-es forradalom és szabadságharc emlékére állították.
- Kastély: Visontai Kovách János építtette 1852-ben.

## Külső hivatkozások
- Vámosgyörk hivatalos honlapja
- Vámosgyörk térképe[halott link]